# هارونا کاواگوچی
هارونا کاواگوچی (انگلیسی: Haruna Kawaguchi؛ زادهٔ ۱۰ فوریهٔ ۱۹۹۵) یک مانکن (فرد) اهل ژاپن است.